# SagDEG
SagDEG (ang. Sagittarius Dwarf Elliptical Galaxy) – karłowata galaktyka eliptyczna lub sferoidalna w gwiazdozbiorze Strzelca. Galaktyka ta znajduje się w odległości około 85 tys. lat świetlnych od Ziemi i ma około 10 tys. ly średnicy. Zawiera około 100 milionów gwiazd. Została odkryta w 1994 roku przez Rodrigo Ibatę, Gerarda Gilmore’a oraz Mike’a Irvina.

## Położenie
SagDEG jest drugim najbliższym satelitą Drogi Mlecznej. Fakt, że została odkryta dopiero w 1994 roku, wynika z jej położenia po przeciwnej stronie Drogi Mlecznej niż Słońce, przez co jest silnie przesłonięta przez gaz i pył utrudniające obserwacje. SagDEG w swojej przeszłości już dwukrotnie przeszła przez dysk Naszej Galaktyki, a kolejne takie zderzenie z południową stroną dysku nastąpi za około 10 milionów lat. Ponieważ okrąża ona Drogę Mleczną w ciągu około miliarda lat, to w ciągu najbliższych kilkuset milionów lat SagDEG zostanie rozerwana przez siły grawitacyjne Drogi Mlecznej.

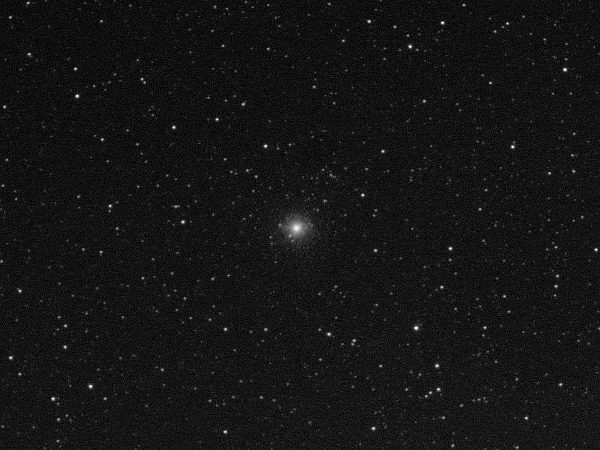
Gromada kulista Messier 54

SagDEG leży na podobnej pozycji co gromada kulista Messier 54. Nie ustalono jednak czy gromada ta stanowi część galaktyki SagDEG, czy jest częścią Drogi Mlecznej. Z galaktyką tą mogą być również powiązane grawitacyjnie gromady kuliste Arp 2, Terzan 7 i Terzan 8. Istnieje przypuszczenie, że z galaktyki tej pochodzą gromady NGC 4147, Palomar 2, Palomar 12 oraz Whiting 1.
Galaktyka SagDEG znajduje się w odległości około 59 tys. lat świetlnych od jądra Drogi Mlecznej, czyli ponad jedną trzecią odległości do Wielkiego Obłoku Magellana. Dokładna analiza składu chemicznego obu galaktyk wykazała, że w przeszłości stanowiły one jedno większe zgrupowanie gwiazd, z którego – w wyniku bliskiego zbliżenia do Drogi Mlecznej – część gwiazd została wydarta przez grawitację naszej Galaktyki. Skutkiem tego procesu jest powstanie galaktyki SagDEG.

## Gwiazdy należące do galaktyki
Badania 3700 gwiazd typu RR Lyrae w gwiazdozbiorze Strzelca, prowadzone przez zespół astronomów pod kierownictwem Patricka Cseresnjesa z Obserwatorium Paryskiego, wykazały, że 2000 z nich znajduje się poza naszą Galaktyką – właśnie w SagDEG. Zespół astronomów następnie wykonał dokładne pomiary różnych parametrów tych 2000 gwiazd i sporządził dokładną charakterystykę gwiazd typu RR Lyrae w SagDEG. Porównanie uzyskanych danych z charakterystykami gwiazd typu RR Lyrae w sąsiednich Drodze Mlecznej galaktykach wykazało, że gwiazdy te doskonale odpowiadają gwiazdom z Wielkiego Obłoku Magellana.
Przyszłe badania galaktyki SagDEG pomogą stworzyć symulację oderwania tej galaktyki z Wielkiego Obłoku Magellana oraz ustalenie czasu, kiedy to nastąpiło.